# Municipio de Lamar (Misuri)
El municipio de Lamar (en inglés: Lamar Township) es un municipio ubicado en el condado de Barton en el estado estadounidense de Misuri. En el año 2010 tenía una población de 1490 habitantes y una densidad poblacional de 9,05 personas por km².

## Geografía
El municipio de Lamar se encuentra ubicado en las coordenadas 37°30′28″N 94°15′14″O / 37.50778, -94.25389. Según la Oficina del Censo de los Estados Unidos, el municipio tiene una superficie total de 164.66 km², de la cual 162.94 km² corresponden a tierra firme y (1.05%) 1.72 km² es agua.

## Demografía
Según el censo de 2010, había 1490 personas residiendo en el municipio de Lamar. La densidad de población era de 9,05 hab./km². De los 1490 habitantes, el municipio de Lamar estaba compuesto por el 95.64% blancos, el 0.13% eran afroamericanos, el 0.81% eran amerindios, el 0.47% eran asiáticos, el 0.07% eran isleños del Pacífico, el 1.68% eran de otras razas y el 1.21% pertenecían a dos o más razas. Del total de la población el 2.01% eran hispanos o latinos de cualquier raza.